# Mark Flekken
Mark Flekken (Kerkrade, 13 juni 1993) is een Nederlands voetballer die als doelman speelt. Hij maakte in de zomer van 2025 de overstap van Brentford naar Bayer Leverkusen. In 2022 maakte hij zijn debuut als international voor het Nederlands voetbalelftal.

## Clubcarrière

### Alemannia Aachen
Flekken speelde in de jeugd bij RKVV WDZ en Roda JC Kerkrade voor hij in 2009 naar Alemannia Aachen ging. Vanaf het seizoen 2012/13 was hij doelman van het tweede elftal en vanaf januari 2013 werd hij vaste keuze in het eerste team na het vertrek van Michael Melka. Hij speelde in de tweede seizoenshelft vijftien van de achttien wedstrijden in de 3. Liga. 

### Greuther Fürth
In juli 2013 ging hij een divisie hoger spelen bij Greuther Fürth, dat op dat moment uitkwam in de 2. Bundesliga. Daar tekende hij een contract tot medio 2018. Hier diende hij voornamelijk als derde doelman. In zijn eerste seizoen zat hij slechts sporadisch bij de wedstrijdselectie en zijn tweede seizoen startte met een gescheurde kruisband. Daardoor maakte hij pas op 19 april 2015 tegen Union Berlin zijn debuut voor Greuther Fürth. In totaal zou Flekken slechts vier wedstrijden spelen voor Greuther.

### MSV Duisburg
In de zomer van 2016 vertrok Flekken naar MSV Duisburg in de 3. Liga. Daar maakte hij op 29 juli zijn debuut als eerste doelman. Een week later, op 7 augustus, scoorde Flekken in de blessuretijd van de uitwedstrijd bij VfL Osnabrück de gelijkmaker (1-1) met een hakbal. Dat seizoen miste hij slechts één competitiewedstrijd en werd hij kampioen van de 3. Liga. Ook een niveautje hoger bleef hij eerste doelman. Hij kwam in twee jaar tot 72 wedstrijden.

### SC Freiburg
In de zomer van 2018 stapte hij over naar Bundesliga-club SC Freiburg, waar hij in eerste instantie tweede doelman was achter Alexander Schwolow. Op 18 mei 2019, de laatste speelronde van het seizoen, maakte Flekken tegen 1. FC Nürnberg met een 5-1 overwinning zijn debuut voor de club. 
Door een gescheurde enkelband miste hij de eerste wedstrijden van het seizoen 2019/20, maar daarna mocht hij door een blessure van Schwolow tussen oktober en december 2019 negen Bundesliga-wedstrijden keepen. Na de winterstop werd hij weer tweede doelman. In seizoen 2020/21 was hij de beoogde eerste doelman, maar werd hij door een langdurige blessure aan zijn elleboog uitgeschakeld. Hij keepte alleen de laatste drie wedstrijden van het seizoen,
In seizoen 2021/22 werd hij alsnog eerste keeper. De eerste helft van dit seizoen verliep zeer goed en Freiburg stond zelfs lange tijd derde. In december 2021 plaatste het Duitse sportblad Kicker hem op nummer twee van de lijst van beste keepers in de Bundesliga. Hij werd dat seizoen met Freiburg zesde, de op twee na beste klassering ooit in de Bundesliga. Hij miste slechts twee wedstrijden door een corona-infectie. Ook kwam hij tot de finale van de DFB-Pokal, waarin RB Leipzig na strafschoppen te sterk was.
Het seizoen erop speelde Flekken alle wedstrijden en werd hij vijfde, wat de club opnieuw Europa League-voetbal opleverde. Hij was op 26 februari 2023 zelfs voor de eerste keer aanvoerder van Freiburg bij afwezigheid van vaste captain Christian Günter. In vijf seizoenen bij Freiburg kwam hij tot 96 wedstrijden.

### Brentford
Op 31 mei 2023 werd bekend dat Flekken een contract voor vier seizoenen had getekend bij Brentford, dat dat seizoen negende was geëindigd in de Premier League. Op 13 augustus maakte hij tegen Tottenham Hotspur zijn debuut voor de club. Op 5 februari 2024 was hij tegen regerend landskampioen Manchester City goed voor een assist op ploeggenoot Neal Maupay, waarmee Brentford op 1-0 voorkwam. Uiteindelijk zou City deze wedstrijd met 1-3 winnen. In zijn eerste seizoen miste Flekken slechts één competitiewedstrijd.  
Op 7 december 2024 gaf hij een assist op Nathan Collins in een 4-2 overwinning op Newcastle United. In zijn tweede seizoen miste hij opnieuw slechts één wedstrijd. In twee seizoenen in Engeland kwam hij tot 77 wedstrijden voor de club.  

### Bayer Leverkusen
In juni 2025 maakte Bayer Leverkusen, met Erik ten Hag als nieuwe trainer, bekend dat ze Flekken had overgenomen van Brentford voor een bedrag van 10 miljoen euro. Hij tekende een contract voor drie seizoenen tot de zomer van 2028. 

## Carrièrestatistieken

### Beloften
| Seizoen         | Club                | Competitie           | Totaal | Totaal |
| Seizoen         | Club                | Competitie           | Wed.   | Dlp.   |
| --------------- | ------------------- | -------------------- | ------ | ------ |
| 2012/13         | Alemannia Aachen II | Oberliga Mittelrhein | 9      | 0      |
| 2013/14         | Greuther Fürth II   | Regionalliga Bayern  | 14     | 0      |
| 2014/15         | Greuther Fürth II   | Regionalliga Bayern  | 3      | 0      |
| 2015/16         | Greuther Fürth II   | Regionalliga Bayern  | 8      | 0      |
| 2020/21         | SC Freiburg II      | Regionalliga Sudwest | 3      | 0      |
| Beloften totaal | Beloften totaal     | Beloften totaal      | 37     | 0      |

### Senioren
| Seizoen                    | Club             | Competitie      | Competitie | Competitie | Beker | Beker | Internationaal | Internationaal | Totaal | Totaal |
| Seizoen                    | Club             | Competitie      | Wed.       | Dlp.       | Wed.  | Dlp.  | Wed.           | Dlp.           | Wed.   | Dlp.   |
| -------------------------- | ---------------- | --------------- | ---------- | ---------- | ----- | ----- | -------------- | -------------- | ------ | ------ |
| 2012/13                    | Alemannia Aachen | 3. Liga         | 15         | 0          | 0     | 0     | –              | –              | 15     | 0      |
| 2013/14                    | Greuther Fürth   | 2. Bundesliga   | 0          | 0          | 0     | 0     | –              | –              | 0      | 0      |
| 2014/15                    | Greuther Fürth   | 2. Bundesliga   | 2          | 0          | 0     | 0     | –              | –              | 2      | 0      |
| 2015/16                    | Greuther Fürth   | 2. Bundesliga   | 1          | 0          | 1     | 0     | –              | –              | 2      | 0      |
| 2016/17                    | MSV Duisburg     | 3. Liga         | 37         | 1          | 1     | 0     | 2              | 0              | 40     | 1      |
| 2017/18                    | MSV Duisburg     | 2. Bundesliga   | 31         | 0          | 1     | 0     | –              | –              | 32     | 0      |
| 2018/19                    | SC Freiburg      | Bundesliga      | 1          | 0          | 0     | 0     | –              | –              | 1      | 0      |
| 2019/20                    | SC Freiburg      | Bundesliga      | 10         | 0          | 1     | 0     | –              | –              | 11     | 0      |
| 2020/21                    | SC Freiburg      | Bundesliga      | 3          | 0          | 0     | 0     | –              | –              | 3      | 0      |
| 2021/22                    | SC Freiburg      | Bundesliga      | 32         | 0          | 5     | 0     | –              | –              | 37     | 0      |
| 2022/23                    | SC Freiburg      | Bundesliga      | 34         | 0          | 3     | 0     | 7              | 0              | 44     | 0      |
| 2023/24                    | Brentford        | Premier League  | 37         | 0          | 1     | 0     | –              | –              | 38     | 0      |
| 2024/25                    | Brentford        | Premier League  | 37         | 0          | 2     | 0     | –              | –              | 39     | 0      |
| 2025/26                    | Bayer Leverkusen | Bundesliga      | 0          | 0          | 0     | 0     | 0              | 0              | 0      | 0      |
| Senioren totaal            | Senioren totaal  | Senioren totaal | 240        | 1          | 15    | 0     | 9              | 0              | 264    | 1      |
| Carrièretotaal             | Carrièretotaal   | Carrièretotaal  | 377        | 1          | 15    | 0     | 9              | 0              | 301    | 1      |
| Bijgewerkt op 4 juni 2025. |                  |                 |            |            |       |       |                |                |        |        |

## Interlandcarrière
Door zijn optreden bij SC Freiburg kwam hij onder de aandacht van bondscoach Louis van Gaal. Deze nam hem op in de selectie voor de WK-kwalificatieduels van oktober 2021 en in maart 2022. Op 26 maart 2022 debuteerde Mark Flekken in het Nederlands elftal tegen Denemarken. Flekken werd echter niet geselecteerd voor het WK 2022. Wel werd hij onder nieuwe bondscoach Ronald Koeman opgenomen in de definitieve selectie voor het EK 2024, waar hij tweede doelman was achter Bart Verbruggen. Nederland overleefde een groep met Polen, Frankrijk en Oostenrijk en schakelde vervolgens Roemenië en Turkije uit, voordat het in de halve finales met 2–1 verloor van Engeland.
| Interlands van Mark Flekken voor Nederland | Interlands van Mark Flekken voor Nederland | Interlands van Mark Flekken voor Nederland | Interlands van Mark Flekken voor Nederland | Interlands van Mark Flekken voor Nederland | Interlands van Mark Flekken voor Nederland |  |
| No.                                        | Datum                                      | Wedstrijd                                  | Uitslag                                    | Competitie                                 | Goals                                      |  |
| ------------------------------------------ | ------------------------------------------ | ------------------------------------------ | ------------------------------------------ | ------------------------------------------ | ------------------------------------------ |  |
|                                            |                                            |                                            |                                            |                                            |                                            |  |
| Als speler bij SC Freiburg                 |                                            |                                            |                                            |                                            |                                            |  |
| 1.                                         | 26 maart 2022                              | Nederland - Denemarken                     | 4 – 2                                      | Vriendschappelijk                          |                                            |  |
| 2.                                         | 29 maart 2022                              | Nederland - Duitsland                      | 1 – 1                                      | Vriendschappelijk                          |                                            |  |
| 3.                                         | 8 juni 2022                                | Wales – Nederland                          | 1 – 2                                      | Nations League 2022/23                     |                                            |  |
| 4.                                         | 11 juni 2022                               | Nederland – Polen                          | 2 – 2                                      | Nations League 2022/23                     |                                            |  |
| Als speler bij Brentford FC                |                                            |                                            |                                            |                                            |                                            |  |
| 5.                                         | 7 september 2023                           | Nederland – Griekenland                    | 3 – 0                                      | Kwalificatie EK 2024                       |                                            |  |
| 6.                                         | 10 september 2023                          | Ierland – Nederland                        | 1 – 2                                      | Kwalificatie EK 2024                       |                                            |  |
| 7.                                         | 22 maart 2024                              | Nederland – Schotland                      | 4 – 0                                      | Vriendschappelijk                          |                                            |  |
| 8.                                         | 19 november 2024                           | Bosnië en Herzegovina – Nederland          | 1 – 1                                      | Nations League 2024/25                     |                                            |  |
| Als speler bij Bayer 04 Leverkusen         |                                            |                                            |                                            |                                            |                                            |  |
| 9.                                         | 7 juni 2025                                | Finland - Nederland                        | 0-2                                        | Kwalificatie WK 2026                       |                                            |  |
| 10.                                        | 10 juni 2025                               | Nederland - Malta                          | 8-0                                        | Kwalificatie WK 2026                       |                                            |  |

Bijgewerkt tot en met 10 juni 2025.